# Саблины
Саблины — дворянский род, восходящий к концу XVI в.
Саблин, Алексей Николаевич (1756—1834) — вице-адмирал, сенатор, действительный тайный советник.
Род Саблиных разделился на несколько ветвей, внесённых в VI, I и II ч. родословных книг Вологодской, Олонецкой, С.-Петербургской и Новгородской губ.

## Описание герба
В червлёном поле под серебряной главой, обремененной бегущим зайцем в цвет поля, — выходящая из серебряного облака десница в золотом одеянии, держащая золотую лавровую ветвь, серебряную с золотой рукоятью саблю и золотые весы.
Щит увенчан обычным дворянским коронованным шлемом. В нашлемнике — три червлёных страусовых пера, обремененных золотым безантом и бегущим над ним серебряным зайцем. Намёт червлёный, подбитый серебром. Девиз «ВСЕ МЕНЯЕТСЯ, НИЧТО НЕ ПОГИБАЕТ» начертан червлёными литерами на серебряной ленте.
Дворянский род Саблиных внесён в III часть Дворянской родословной книги Вологодской губернии.
В гербе дворян Саблиных заяц служит символом семейного начала, миролюбия и поспешения на благие дела. Сабля оглашает родовое имя. Весы означают службу представителей рода правосудию. Рука с саблей и ветвью, а также круг-безант символизируют Вологодскую землю и заимствованы из её старинного знака, известного ещё до Высочайшего пожалования Вологодчине герба.